# Gilmoreteius
Il gilmoreteio (gen. Gilmoreteius), noto anche come macrocefalosauro (gen. Macrocephalosaurus), è un rettile estinto appartenente agli squamati. Visse nel Cretaceo superiore (Campaniano, circa 75 milioni di anni fa) e i suoi resti fossili sono stati ritrovati in Mongolia.

## Descrizione
Questo animale doveva assomigliare a una grossa lucertola, lunga circa un metro. Il cranio, tuttavia, era molto particolare: era alto ed eccezionalmente corto, con orbite allungate (erano alte la metà della lunghezza) e più piccole della finestra temporale laterale. La mascella era convessa ventralmente, così come la mandibola. I denti premascellari erano minuscoli, e quelli mascellari erano multicuspidati e a forma di foglia, come nelle odierne iguane. 
Le clavicole erano ampie, mentre la scapola era relativamente corta e le zampe anteriori erano robuste. Le dita delle zampe anteriori erano corte, ma dotate di artigli forti e allungati. Anche le zampe posteriori erano corte e robuste, ma le dita erano lunghe.

## Classificazione
Questo animale è stato descritto per la prima volta nel 1943 da Charles Whitney Gilmore, sulla base di resti fossili rinvenuti in strati del Campaniano, nella formazione Djadokhta in Mongolia, nella zona nota come Shabarakh Usu (o Bayn Dzak). Gilmore descrisse i resti come Macrocephalosaurus ferrugenous. Il nome generico era già stato utilizzato in precedenza, e nel 1998 Langer ridenominò il genere Gilmoreteius. Nel frattempo, nel 1975 Sulimski descrisse due nuove specie, sempre del Campaniano della Mongolia (formazione di Barun Goyot): M. gilmorei (località di Khermeen Tsav) e M. chulsanensis (località di Khulsan). 
Sulimski attribuì Macrocephalosaurus a una nuova famiglia di lucertole scincomorfe, i Macrocephalosauridae; attualmente questa famiglia è nota come Gilmoreteiidae (Langer, 1998) e fa parte di un clade più ampio (Boreoteiioidea o Polyglyphandontia) comprendente numerose forme di lucertole erbivore dalla dentatura specializzata.

## Paleobiologia
Gilmoreteius era senza dubbio un rettile molto specializzato. È probabile che si nutrisse di vegetali. La dentatura simile a quella delle attuali iguane indica che questo animale potrebbe aver avuto una dieta simile.